# Ташкент-Сергели
Ташкент-Сергели — аэропорт местных воздушных линий в Ташкенте, столице Узбекистана. Используется для проведения авиационных работ.
Основан в 1950-х годах, тогда здесь базировались самолёты Як-18 и По-2. По состоянию на 2010 год на аэродроме базируются самолёты Ан-2 и вертолёты Ми-8, принадлежащие авиакомпании «САР» («Специальные авиаработы»). На территории аэродрома находятся авиа- и вертолётные тренажёры, а также учебные классы переподготовки работников авиакомпании «Ўзбекистон Ҳаво Йўллари».
В Ташкентской области имеется также спортивный аэродром ОСО «Ватанпарвар» (Патриот) — «Аранчи».
В феврале 2021 года MIMAR Group объявила о старте строительства индустриального парка. Индустриальный парк получил название Tashkent INDEX Indsutrial Export Center.

## Принимаемые типыВС
Ан-2 и др. типы ВС 4 класса, вертолёты всех типов.